# Кайлюс
Кайлюс (Caylus) — настольная игра, придуманная Вильямом Аттиа (William Attia). Стандартная игра рассчитана на 3-5 игроков, однако с некоторыми поправками в неё можно играть и вдвоём. Тема игры — строительство средневекового замка эпохи Филиппа Красивого в небольшом местечке Кайлюс. Игроки представляют собой глав рабочих артелей, задействованных в постройке замка, а также в строительстве и расширении города. Строительство приносит игрокам знаки отличия (очки). Выигрывает игрок, набравший максимальное количество знаков отличия к концу партии.

## Принцип игры
Каждый игрок является начальником рабочей артели, состоящей из 6-ти рабочих. В его распоряжении также имеется некоторое количество ресурсов и денег. Игрок волен посылать рабочих на строительство города и/или замка.
Город: В начале игры в городе находятся всего несколько сооружений (специальные, являющиеся частью игрового поля): ворота, банк, судейская гильдия, турнир, конюшня, постоялый двор, а также так называемые нейтральные, карточки с розовым фоном: ферма, лес, лесопилка, каменный карьер, рынок, плотницкая стройка). В течение игры город будет развиваться вдоль дороги, проходящей сквозь весь город. Строительство города будет способствовать его экономическому развитию, так как строительство замка требует существенных затрат.
Задача игроков: максимально использовать имеющиеся ресурсы, укреплять своё положение строительством новых сооружений, вовремя отдавая предпочтение тем или иным ресурсам. Артели будут бороться за королевские милости и знаки отличия, их жизнь будет регламентироваться королевским чиновником и судьёй. Судья, в зависимости от своего положения на дороге, определяет, какие из сооружений, построенных игроками, могут быть использованы. Судья может быть подкуплен, однако наличие конкурентов может значительно изменить планы артели. Чиновник, в свою очередь, заинтересован в скорейшем продвижении работ и торопит артели.
Замок: Замок состоит из 3-х частей: донжон, стены и башни. Какая часть подлежит строительству в каждый момент игры, определяется положением чиновника на игровом поле. Качественное и быстрое строительство замка позволит игрокам получить знаки отличия, а также королевские милости, которые могут способствовать быстрейшему развитию артели.

## Содержание игры
- игровое поле,
- 1 белый цилиндр «чиновник» и 1 белый диск «судьи»,
- 30 монет достоинством в 1 денье и 10 монет достоинством в 5 денье,
- 30 цилиндров «рабочие» по 6 каждого цвета (синие, красные, зелёные, оранжевые и чёрные),
- порядка 100 домиков 5 цветов (синие, красные, зелёные, оранжевые и чёрные),
- 35 дисков: 7 дисков каждого из 5 цветов,
- порядка 140 ресурсных кубиков: розовые (продовольствие), коричневые (дерево), серые (камень), фиолетовые (ткань) и жёлтые (золото),
- 40 карточек со зданиями: 6 нейтральных (розовый фон), 8 деревянных (оранжевый фон), 9 каменных (серый фон), 8 жилых (зелёный фон) и 9 престижных (голубой фон),
- правила.

## Подготовка к игре
- Игровое поле располагается посередине стола, карточки с сооружениями сортируются по цвету и раскладываются видимой стороной около него (все зелёные карточки одинаковы, поэтому из можно располагать стопкой из соображений экономии места). Розовые карточки перемешиваются и в произвольном порядке раскладываются на свободные места сразу за мостом.
- Ресурсные кубики, деньги складываются кучками около поля.
- Каждый игрок выбирает цвет и забирает все фишки (домики, рабочие и диски). Каждый игрок располагает свои диски следующим образом:
  - 1 — на нулевую точку отсчёта очков,
  - 1 — на мост,
  - 1 — на шкалу очерёдности хода,
  - по одному на каждую из 4-х начало линий, соответствующей одной из королевских милостей.
- Один из игроков собирает в руку все диски, находящиеся на шкале очерёдности хода и в произвольном порядке располагает их на шкале, определяя таким образом первоначальную очерёдность ходов. Игрок, стоящий на 1-м месте получает из банка 5 денье, игроки, стоящий на 2-м и 3-м местах, получают по 6 денье, игроки, стоящие на 4-5-х местах, получают по 7 денье. Каждый из игроков получает по 1-му кубику дерева и 2-м кубикам продовольствия. Все деньги и ресурсы, находящиеся у игроков являются открытой информацией для всех участников.
- Чиновник и Судья ставятся на последнее нейтральное сооружение (карточка с розовым фоном)

## Ход игры
Игра состоит из туров, каждый из которых в свою очередь разбит на 7 фаз.

### Получение дохода
Каждый игрок получает из казны по 2 денье. Игрок получает дополнительные денье при следующих условиях:
- по 1 денье за каждый построенный им жилой дом (карточки с зелёным фоном),
- 1 денье за построенную им Библиотеку,
- 2 денье за построенную им Гостиницу.

### Распределение рабочих
В соответствии с установленной очерёдностью хода, каждый игрок может выполнить одно из следующих действий:
1. закончить ход,
2. поставить рабочего на одно из сооружений (специальные, нейтральные или постоянные),
3. поставить рабочего на сооружение, принадлежащее другому игроку,
4. поставить рабочего на сооружение, принадлежащее самому,
5. поставить рабочего в замок.

Эта фаза длится до тех пор, пока все игроки не закончат ход.
Запрещается размещать рабочих на жилые дома (карточки с зелёным фоном), на престижные здания (карточки с голубым фоном), а также на незастроенные участки. Запрещается размещать более одного рабочего (любого цвета) на одной карточке, за исключением конюшни, постоялого двора и замка.
Размещение рабочих стоит денег.
1. закончить ход
Как только игрок решает закончить ход, он ставит свой диск, находящийся на мосту, на самую младшую незанятую цифру под мостом. Первый закончивший ход игрок получает из банка 1 денье. Закончивший ход игрок больше не может участвовать в распределении рабочих.
2. поставить рабочего на одно из сооружений (специальные, нейтральные или постоянные)
Игрок платит в банк сумму, равную самому малому открытому числу на шкале под мостом (если ни один из игроков не закончил ход, то эта сумма равна 1 денье, если закончил ход один игрок, он закрыл своим диском цифру 1, то плата за рабочего вырастает до 2 денье для всех игроков пока не закончит ход следующий и т. д.). Затем игрок ставит своего рабочего на одно из сооружений.
Частные случаи:
Конюшня: в случае, когда игрок решает поставить своего рабочего в конюшню, он должен занять самую малую цифру. В конюшню могут поставить своих рабочих до 3 игроков, но каждый из них может поставить только одного рабочего на эту клетку.
Постоялый двор: рабочий ставится только на правый круг клетки, вне зависимости от того, занят или нет левый круг. Игрок может поставить своего рабочего, даже если левый круг уже занят рабочим того же игрока.
3. поставить рабочего на сооружение, принадлежащее другому игроку
Игрок платит в банк сумму, равную самому малому открытому числу на шкале под мостом  (если ни один из игроков не закончил ход, то эта сумма равна 1 денье, если закончил ход один игрок, он закрыл своим диском цифру 1, то плата за рабочего вырастает до 2 денье для всех игроков пока не закончит ход следующий и т. д.). Затем игрок ставит своего рабочего на одно из сооружений, принадлежащих другому игроку. Хозяин сооружения автоматически получает 1 очко (=1 знак отличия).
4. поставить рабочего на сооружение, принадлежащее самому
Игрок платит 1 денье в банк вне зависимости от того, сколько игроков к тому времени уже закончили свой ход и ставит своего рабочего на одно из собственных сооружений. Это действие не приносит игроку дополнительного очка.
5. поставить рабочего в замок
Игрок платит в банк сумму, равную самому малому открытому числу на шкале под мостом (если ни один из игроков не закончил ход, то эта сумма равна 1 денье, если закончил ход один игрок, он закрыл своим диском цифру 1, то плата за рабочего вырастает до 2 денье для всех игроков пока не закончит ход следующий и т. д.). Затем игрок ставит своего рабочего на наименьшую свободную цифру у замка. Замок может принимать более одного рабочего, однако каждый игрок имеет право на размещение только одного.

### Активация специальных сооружений
Активация касается только тех сооружений, на которых предварительно были размещены рабочие. За некоторым исключением (Постоялый двор) после активации игрок забирает рабочего с игрового поля. В случае, если активация невозможна или нежелательна, игрок просто забирает своего рабочего с игрового поля.
Активация специальных сооружений происходит в порядке их расположения на дороге.

#### Ворота
Игрок может взять рабочего его и переставить бесплатно на любую другую клетку в соответствии с выше оговорёнными правилами.

#### Банк
Игрок получает 3 денье.

#### Судейская гильдия
Игрок может передвинуть бесплатно судью до 3-х клеток вперёд или назад по дороге.

#### Турнир
Игрок, заплатив в казну 1 денье + 1 кубик ткани, может получить одну королевскую милость (см дальше). Возможно получение только одной милости во время активации турнира.

#### Конюшня
Изменяется очерёдность игроков: первым становится тот, чей рабочий стоит на цифре 1, и т. д. Игроки, не присутствующие в конюшне, отодвигаются без изменения их очерёдности. Игроки передвигают диски на шкале очерёдности в соответствии с новым порядком.

#### Постоялый двор
Рабочий, стоящий на левом кругу перемещается в правый, заменяя собой стоящего на нём рабочего, который возвращается к своему владельцу. Рабочий стоит на правом кругу как минимум в течение следующего тура и до тех пор, пока его не сместят следующим или пока игрок не решит сам забрать его с поля. Заняв правый круг, игрок платит за размещение своих рабочих всегда 1 денье вне зависимости от количества закончивших ход игроков.

### Передвижение судьи
Окончательное положение судьи в конце этой фазы определит последнее сооружение, которое будет активировано в этом туре. Каждый игрок в свою очередь может передвинуть вперёд или назад судью максимум на 3 клетки. Стоимость передвижения судьи равна 1-му денье на каждую клетку. Очерёдность действий игроков определяется порядком, в котором они закончили ход в фазе размещения рабочих (= порядком дисков на шкале под мостом)
Судья не может вернуться за мост, а также выйти за пределы игрового поля. Судья может находиться на пустых клетках. Эта фаза игры — ключевая. Возможны устные договорённости между игроками, сдерживать которые правила игры не обязывают. В свою очередь, в течение фазы передвижения судьи правила запрещают обмен деньгами и/или ресурсами между игроками.

### Активация прочих сооружений
Активация начинается с первой клеточки после моста (карточка с розовым фоном), производится в порядке их расположения на дороге и касается только тех сооружений, на которых предварительно были размещены рабочие. В случае, если активация сооружений (кроме так называемых ресурсных сооружений) невозможна или нежелательна, игрок просто забирает своего рабочего с игрового поля. Сооружения, стоящие после клетки с судьёй, активации не подлежат и игроки просто забирают своих рабочих, не влияя при этом на очки других игроков, полученных последними в фазе размещения рабочих. В любом случае активация карточки позволяет осуществить только одно действие (строительство) одну транзакцию (обмен, купля/продажа).

#### Ресурсные сооружения
Ресурсные сооружения позволяют игроку пополнить свои запасы в ресурсах. К тому же, каменные сооружения приносят ресурсы как игроку, поставившему на клетку своего рабочего, так и собственнику сооружения. Если активация сооружения происходит его владельцем, то игрок получает только один набор ресурсов.

#### Строительные сооружения
Строительные сооружения позволяют игроку построить новые сооружения на игровом поле. Строительство сооружения возможно только тогда, когда его карточка ещё не задействована в игре. Исключение составляют жилые дома, количество которых не ограниченно. Игрок, построивший новый объект, ставит на него домик своего цвета для обозначения своей собственности. Деревянные сооружения (оранжевый фон) и каменные сооружения (серый фон) строятся всегда на ближайших свободных клетках дороги, жилые дома (зелёный фон) строятся на месте уже существующих сооружений (нейтральных или принадлежащих игроку), престижные сооружения строятся на месте жилых домов, принадлежащих игроку. При этом дома сносятся с поля, и игрок перестаёт получать связанные с ними бонусы. В случае строительства домов, объекты, заменённые ими, не возвращаются в доступный игрокам резерв сооружений, а в случае строительства престижных объектов, снесённые на их месте дома становятся вновь доступными для строительства. Общее описание карточек:
Верхний левый угол: стоимость постройки сооружения. Игрок должен заплатить её в казну из собственных запасов в момент строительства.
Верхний правый угол: количество знаков отличия (=очков) и, если указано, количество королевских милостей, которые получает игрок в момент постройки.
- карточка плотника позволяет построить деревянные ремесленные сооружения (оранжевый фон),

- карточка каменщика позволяет построить каменные ремесленные сооружения (серый фон),

- карточка нотариуса позволяет построить жилые дома (зелёный фон), к тому же эта карточка не может быть трансформирована в жилой дом ни при каких условиях. Если игрок собирается снести какой-либо объект для построения дома и на этом объекте стоит чей-либо рабочий, игрок платит необходимые ресурсы в казну, а замена карточки происходит только после того, как она будет активирована игроком, поставившим на неё своего рабочего,

- карточка архитектора позволяет построить престижные сооружения (голубой фон)

#### Рынки
Рынки позволяют игрокам продавать ресурсы за денье по указанному на карточке тарифу.

#### Разносчики
Разносчики позволяют игрокам покупать за денье один или более ресурсных кубиков (кроме золота) по указанному на карточке тарифу: либо 1 ресурсный кубик за 1 денье либо 2 ресурсных кубиков за 2 денье.

#### Церковь
Церковь позволяет игрокам обменять денье (по тарифу) на знаки отличия (=очки): либо 3 очка за 2 денье, либо 5 очков за 4 денье.

#### Портной
Портной позволяет игрокам обменять ткань на знаки отличия (=очки): либо 4 очка за 2 кубика ткани, либо 6 очков за 3 кубика ткани.

#### Банк
Банк позволяет игрокам покупать золото за денье: либо 1 кубик золота на 2 денье, либо 2 кубика золота за 5 денье.

#### Алхимик
Алхимик позволяет игрокам превратить ресурсы в золото: либо 1 кубик золота вместо 2-х других ресурсов, либо 2 кубика золота вместо 4-х других ресурсов.

### Строительство замка
Эта фаза касается только тех игроков, которые разместили своих рабочих на строительство замка. Замок состоит из 3-х секций, которые застраиваются по очереди и в зависимости от положения чиновника на игровом поле.
- Донжон, состоящий из 6-ти элементов, строится до тех пор, пока чиновник не достигнет клеточки со знаком «Донжон» и не будет произведён первый расчёт,

- Стены, состоящие из 10-ти элементов, строятся до тех пор, пока чиновник не достигнет клеточки со знаком «Стены» и не будет произведён второй расчёт,

- Башни, состоящие из 14-ти элементов, строятся до тех пор, пока чиновник не достигнет клеточки со знаком «Башни» и не будет произведён заключительный расчёт.

Игроки строят элементы замка в том порядке, в каком поставлены их рабочие. Каждый из игроков в свою очередь решает, сколько частей он построит за этот ход, платит в казну необходимые ресурсы (каждая часть требует три разных ресурса, включая кубик провианта) и ставит количество своих домиков, равное построенным частям. В случае, если одному из игроков не хватило свободных частей строящейся в настоящий момент секции замка, он должен начать строительство следующей при наличии таковой. В любом случае, строительство каждой секции замка прекращается после соответствующего расчёта, таким образом, возможно наличие недостроенных частей.
В случае, если игрок, поставивший в замок своего рабочего, не хочет или не может реализовать строительство (напр., у игрока оказывается недостаточное количество ресурсов), он теряет 2 знака отличия (при этом нельзя иметь меньше 0). Этот штраф не применяется к игрокам, которым во время строительства Башен вообще не досталось свободных частей при условии наличия у них необходимых ресурсов.
Строительство замка приносит игрокам дополнительные очки: за каждую построенную часть
- Донжона — 5 очков,

- Стен — 4 очка,

- Башен — 3 очка.

Игрок, построивший за ход наибольшее количество частей замка, сразу же получает 1 королевскую милость. В случае, если нет однозначного лидера, королевскую милость получает игрок (из претендентов), рабочий замка которого стоит на круге с наименьшим номером.
По окончании фазы игроки забирают своих рабочих.

### Конец тура
Время передвижения чиновника. Чиновник двигается всегда вперёд, то есть он никогда не приближается к замку. Скорость передвижения чиновника определяется его положением относительно судьи.
- Если судья находится дальше чиновника от замка, чиновник передвигается на 2 клеточки,

- Если судья находится ближе чиновника к замку либо на одной с ним клеточке, чиновник передвигается на 1 клеточку.

После передвижения чиновника необходимо передвинуть судью на ту же клетку, на которой в итоге оказался чиновник. Затем проверяется, надо ли производить расчёт. На этом ход заканчивается и начинается следующий. Расчёт производится в двух случаях: когда чиновник достиг или пересёк клеточку с указанием одного из элементов замка и/или когда все части одной из секций замка застроены. В любом случае для каждой секции производится один расчёт.

#### Расчёт
Рассматриваются всегда только части секции, расчёт которой происходит в настоящий момент. Каждый игрок подсчитывает количество построенных им частей.
- Донжон
  - Если построено 0 частей, игрок теряет 2 очка,
  - Если построено 2 и более частей, игрок приобретает 1 королевскую милость.

- Стены
  - Если построено 0 частей, игрок теряет 3 очка,
  - Если построено 2 части, игрок приобретает 1 королевскую милость,
  - Если построено 3 или 4 части, игрок приобретает 2 королевские милости,
  - Если построено 5 или более частей, игрок приобретает 3 королевские милости.

- Башни
  - Если построено 0 частей, игрок теряет 4 очка,
  - Если построено 2 или 3 части, игрок приобретает 1 королевскую милость,
  - Если построено 4 или 5 частей, игрок приобретает 2 королевские милости,
  - Если построено 6 или более частей, игрок приобретает 3 королевские милости.

## Королевские милости
Существует несколько способов заработать королевские милости:
- Использование карточки турнира,
- Построение некоторых сооружений (типа церкви, статуи),
- Наиболее активное участие в строительстве замка,
- Во время расчётов.

Королевские милости представляют собой таблицу, состоящую из 4 линий:
1. Получение очков
Игрок получает от 1 до 5 очков в зависимости от продвижения по линии.
2. Денежное вознаграждение
Игрок получает от 3 до 7 денье в зависимости от продвижения по линии.
3. Вознаграждение натурой (возможность получить дополнительные ресурсные кубики)
Игрок получает один ресурсный кубик из доступных ему в зависимости от продвижения по линии (то есть находящихся на клетках слева и той, на которой стоит диск игрока).
4. Эксклюзивное право на строительство (даже если подобных зданий ещё не существует на игровом поле)
На первой клетке игрок не имеет права на строительство; начиная со второй игрок имеет право на строительство (в соответствии с правилами 5-й фазы), к тому же строительство деревянных и каменных сооружений, а также жилых домов обходится игроку дешевле (−1 кубик дерева, −1 кубик камня и −1 денье соответственно), строительство престижных сооружений осуществляется по стандартному тарифу.

Каждая линия разделена на клетки, привлекательность которых растёт слева направо. Для каждой линии первые 2 клетки доступны с самого начала игры, 2 последующие становятся доступными только после произведённого расчёта донжона, а пятая — только после расчёта стен. Количество игроков, могущих занимать одну и ту же клеточку королевских милостей, неограниченно.
Как только игрок получает милость, он должен сразу же выбрать линию (=тип милости) и, если возможно, передвинуть свой диск на одну клеточку вправо. Игрок вправе выбрать, какую степень выбранной милости получить между первой клеточкой и той, на которой оказался его диск. Этот выбор имеет смысл при получении ресурсов и возможности строительства.
Если игрок получает несколько милостей за одну фазу, он не имеет права использовать одну и ту же линию. Таким образом, игрок может получить максимум 4 милости в течение одной фазы.

## Конец игры
Игра заканчивается сразу же после расчёта секции Башен, то есть после того, как чиновник достиг клетки расчёта либо после того, как все 14 элементов секции Башен оказались застроенными.
Игроки имеют возможность обменять оставшиеся ресурсы на дополнительные очки, которые приплюсовываются к уже набранных во время игры.
- каждый кубик золота приносит 3 очка,
- каждые 3 кубика других ресурсов приносят 1 очко,
- каждые 4 денье приносят 1 очко.

Выигравшим объявляется игрок, набравший наибольшее количество очков. В случае равенства очков у двух и более игроков, выигравшими считаются все последние.

## Поправки к правилам для 2-х игроков
- Каждый игрок в начале партии получает по 5 денье.
- Очерёдность игроков меняется на каждом ходу. Карточка конюшен таким образом не используется.
- В фазе распределения игроков в случае, когда один из игроков закончил ход, другой должен платить по 3 денье за каждого следующего рабочего, кроме использования собственных сооружений (1 денье).

## Награды
- 2005 Meeples' Choise Award - Победитель
- 2005 французская премия Tric Trac — d’Or (золото) в номинации «Игра года»[1]
- 2006 Deutscher Spiele Preis — Победитель;
- 2006 Golden Geek Awards — Победитель в номинациях Лучшая игра и Лучшая геймерская игра;
- 2006 Spiel des Jahres — Специальный приз "Сложная игра";
- 2006 чешская премия Hra Roku — номинация «Игра года»[2].